# Chaetostoma armatum
Chaetostoma armatum là một loài thực vật có hoa trong họ Mua. Loài này được (Spreng.) Cogn. mô tả khoa học đầu tiên năm 1885.